# Татаурово (Кировская область)
Татаурово — село в Нолинском районе Кировской области, а также центр Татауровского сельского поселения. Село расположено на возвышенностях, пересекаемых рекой Лудяна. в осевой, наиболее приподнятой, части Вятского Увала. Расстояние до районного центра Нолинск - 36 км (по автодороге 41 км), до областного центра Киров - 86 км (по автодороге - 181 км).

## История

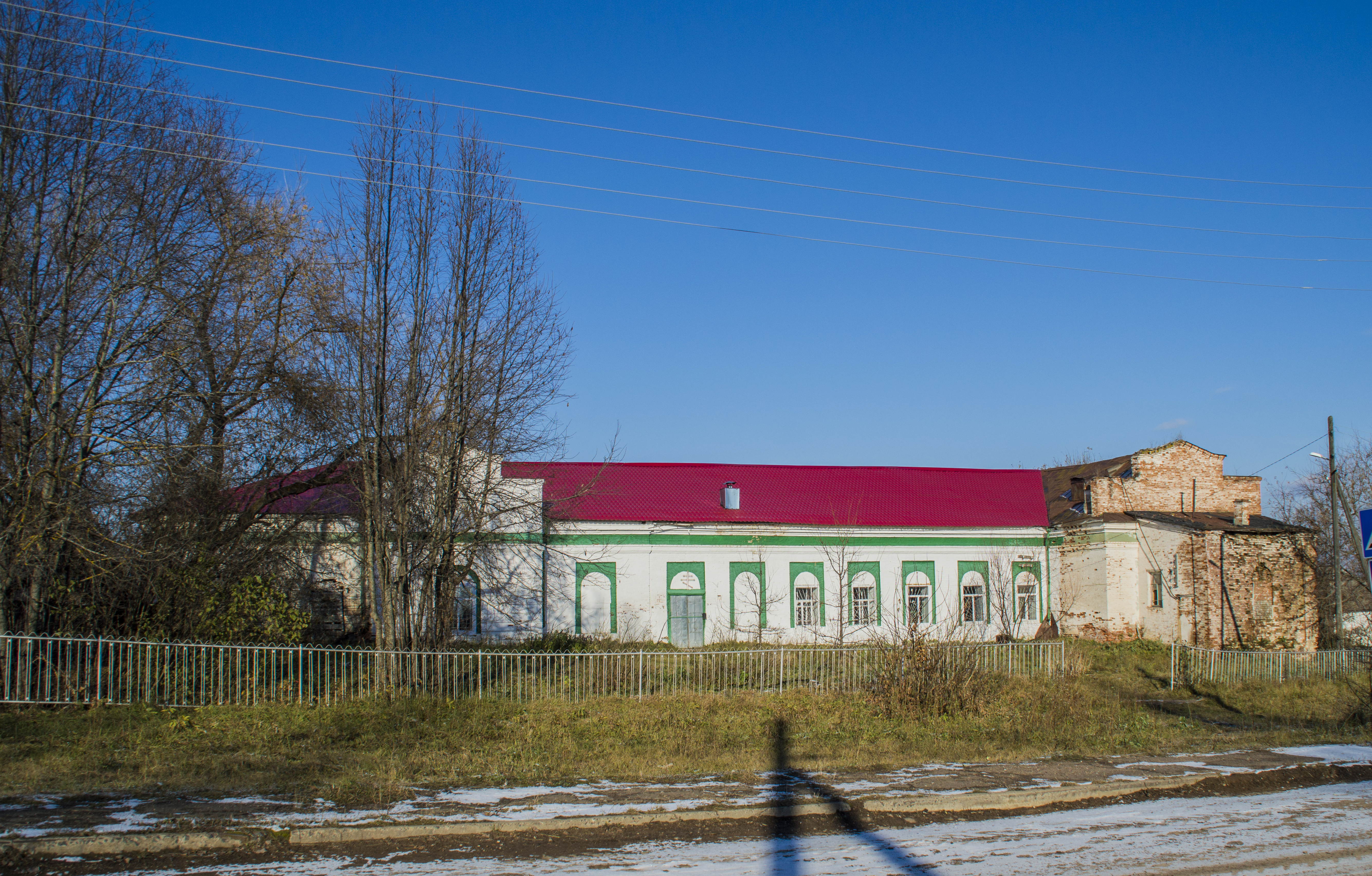
Богоявленская церковь в Татаурово

Татаурово известно как село с 1803 года, до этого починок. По непроверенной версии был назван именем Терентия Татаурова, якобы сосланный в здешние места во времена царствования Екатерины II (1762-1796). Развитию села способствовало наличие в нём Богоявленской церкви, что делало село центром прихода для жителей местных деревень. С 1935 по 1956 года Татаурово являлось центром Татауровского района. Во 2-й половине 20 века в состав села по мере его роста были включены соседние деревни Шалы и Субботинцы.

## Население
Численность населения в 2010 году составила 595 человек (271 мужчина, 324 женщины). Преобладающая национальность — русские.

## Экономика
С момента образования села до 90-х годов 20 века основной отраслью местной экономики было сельское хозяйство. В советское время в селе находился крупный совхоз «Татауровский». В настоящее время экономически активное население занимается лесозаготовкой и первичной переработкой древесины. В селе находится несколько мелких пилорам. Часть населения также работает за пределами родного региона.
 Действуют социально-культурные объекты: детский сад, средняя школа, библиотека, Дом культуры, больница, отделение почты, а также предприятия розничной торговли.

## Достопримечательности
Возле села Татаурово расположен один из крупнейших прудов Кировской области, площадь водной поверхности — 39 га.